# Indicador de Cassin
L'indicador de Cassin (Prodotiscus insignis) és una espècie d'ocell de la família dels indicatòrids (Indicatoridae) que habita la selva humida de l'Àfrica central i Occidental, des de Sierra Leone i Libèria cap a l'est fins a Sudan del Sud, i l'oest de Kenya i cap al sud fins al nord d'Angola